# Quận Trung Tây (Hồng Kông)
Trung Tây khu (giản thể: 中西区; phồn thể: 中西區; bính âm: Zhōngxī qū, Việt bính: Zung1 Sai1 Keoi1, tiếng Anh: Central and Western District) là một khu (quận) của Hồng Kông và nằm ở phía bắc của Đảo Hồng Kông. Đây là quận có dân trí cao nhất, mức thu nhập cao nhì và ít dân thứ ba của toàn đặc khu hành chính. Trung Tây là quận trung tâm thương mại và là trung tâm khu vực đô thị của Hồng Kông. Đây từng là nơi toạ lạc của thành phố Victoria, là điểm định cư đô thị sớm nhất tại thuộc địa Hồng Kông.
Theo điều tra năm 2001, tổng dân số của quận là 261.884 người thuộc 89.545 hộ gia đình. Sự thịnh vương của cư dân trong quận chỉ kém quận Loan Tể lân cận. Trung Tây có diện tích là 12,4 km², chiếm phần tây bắc của đảo Hồng Kông. Phía đông là quận Loan Tể, Quận Nam ở phía nam, và cảng Victoria ở phía bắc. Lãnh thổ quận cũng bao gồm luôn cả hai hòn đảo không người ở tại phía tây đảo Hồng Kông.
Quận Trung Tây gồm các khu vực: Thạch Đường Tứ, Kennedy Town, Tây Doanh Bàn và một phần của Vườn thôn dã Long Hổ Sơn.

## Lịch sử
Trung khu (quận Trung), với tên gọi thành phố Victoria, là khu vực phát triển đô thị được quy hoạch đầu tiên ở Hồng Kông thuộc địa. Người Anh đã tổ chức một cuộc bán đất vào tháng 6 năm 1841, sáu tháng sau khi lá cờ thực dân được tung bay tại Possession Point (Thủy Khanh Khẩu). Tổng cộng có 51 lô đất được bán cho 23 thương gia để làm văn phòng, kho bãi. Những công ti mua bất động sản gồm có Dent's, Jardine's, Russell's và Olyphant's. Thời bấy giờ, hai con đường Albany Nullah (nay là Garden Road) và Glenealy Nullah (nay là Glenealy) chủ yếu do người Anh sử dụng. Các con phố sau đó được biết đến với tên gọi là Đồi Chính phủ.
Năm 1857, chính phủ Anh mở rộng thành phố Victoria và tổ chức thành bảy phân khu. Những nơi nằm ở quận Trung Tây ngày nay là: Tây Doanh Bàn, Thượng Loan, Đại Bình Sơn, Trung Hoàn. Khu vực này về cơ bản là một nơi định cư của người Âu cho đến năm 1860 khi các lái buôn Trung Quốc bắt đầu mua lại tài sản của người phương Tây quanh khu Cochrane, Wellington và phố Pottinger. Quận Trung là khu kinh doanh chính của người Âu, cũng là nơi có ngân hàng lớn đầu tiên HSBC. Quận Tây là khu trung tâm thương mại cho các doanh nghiệp Trung Quốc. Đến tháng 2 năm 1866 thì thành lập "Lực lượng canh gác quận" với nhiệm vụ bảo vệ khu dân cư.
Năm 1880, Thạch Đường Chủy (Shek Tong Tsui) được thành lập, theo sau là Kennedy Town vào thế kỷ 20. Tính đến thập niên 1890, phần lớn dân số Hồng Kông tập trung tại khu vực này (khoảng 200.000 cư dân, chủ yếu ở Victoria).

## Chính trị
Hội đồng quận ở Hồng Kông có chức năng chủ yếu là cơ quan tham vấn của chính phủ đặc khu nhưng lại có quyền hạn rất hạn chế, cụ thể trong lĩnh vực xây dựng và bảo trì các công viên, khu vực mở, các hoạt động giải trí, văn hóa và quảng bá du lịch. Cơ quan tương ứng của quận là Hội đồng Quận Trung Tây.
Cuộc tuyển cử hội đồng quận được tổ chức bốn năm một lần; lần cuối cùng bầu cử được tổ chức là vào ngày 24 tháng 11 năm 2019, nhiệm kỳ bắt đầu từ ngày 1 tháng 1 năm 2020. Mười lăm hội viên được bầu bởi những cử tri địa phương từ các khu vực bầu cử trong khi bốn hội viên thì do chính phủ bổ nhiệm. Khu vực bầu cử thường nhỏ hơn khu vực địa lý bình thường, lần lượt dựa trên các phân khu cũ năm 1857 và 1880.

## Nhân khẩu
Theo điều tra dân số năm 2011, dân số quận là 251.519 người, giảm 4% so với 261.884 người của năm 2001. Tổng số hộ gia đình là 89.529 hộ, trung bình mỗi hộ có 2,7 người. Trong tổng số 18 quận, Trung Tây có mức thu nhập trung bình theo hộ gia đình cao thứ hai Hồng Kông (chỉ sau quận Loan Tể). Xét về số người trung bình trong mỗi hộ, quận thứ mười sáu với 2,8 người, chỉ sau Loan Tể và Du Tiêm Vượng, với 2,7 người mỗi hộ.
Trong cuộc điều tra dân số năm 2016, nhân khẩu quận giảm nhẹ xuống còn 243.266 người hay giảm 3% so với năm 2011.
Quận Trung Tây có dân số tương đối đa dạng về sắc tộc. 83% cư dân là người Hoa, và các nhóm dân tộc lớn nhất còn lại là người Philippines (6%) và người da trắng (5%). 72% cư dân của quận có ngôn ngữ chính là tiếng Quảng Đông, trong khi 14% sử dụng tiếng Anh và 3% sử dụng tiếng Quan Thoại.